# Дамјан Вирлинг

Дамјан Матијас Армин Вирлинг (Есен, 13. фебруар 1996) немачки је пливач чија специјалност је пливање спринтерских трка слободним и делфин стилом. 
На међународној сцени дебитовао је на европском првенству за јуниоре у пољском Познању 2013. године на којем је освојио три медаље као члан немачке штафете. Свега месец дана касније наступио је и на светском јуниорском првенству у Дубаију. На олимпијским играма маладих у кинеском Нанђингу освојио је две бронзане медаље у тркама на 100 и 200 слободно.
Био је део немачке олимпијске репрезентације на ЛОИ 2016. у Рију, а најбољи резултат остварио је у трци на 100 слободно где је успео да се пласира у полуфинале у ком је заузео укупно 15. место. На 50 слободно био је 19. у квалификацијама, а наступио је још и у штафетама 4×100 слободно и 4×100 мешовито. 
На сениорским светским првенствима дебитовао је у Будимпешти 2017. где се такмичио у пет дисциплина, а најбољи резултат остварио је у трци на 50 слободно у којој се пласирао на 12. место у полуфиналу са временом од 21,93 секунди.  